# لورنس إف. جونسون
لورنس إف. جونسون (بالإنجليزية: Laurence F. Johnson)‏ هو مستقبلي أمريكي، ولد في 17 ديسمبر 1950.